# Finley Presbyterian Church
Finley Presbyterian Church är en kyrkobyggnad belägen i orten Finley i New South Wales i Australien som tillhör presbyterianska kyrkan. Byggnaden uppfördes 1919–1920.
I januari 2015 beviljade kommunstyrelsen Berrigan Council den presbyterianska kyrkan bygglov för att riva kyrkobyggnaden och uppföra en ny anläggning.  Kommunen menar att den trodde detta var förenligt med kyrkfolkets önskan eftersom kyrkan lämnade in bygglovsansökan. Efter en ansökan från en privatperson utfärdade myndigheten Office of Environment and Heritage en tillfällig skyddsorder mot rivning den 2 april 2015. I maj beslutade delstatens kulturarvsminister att kyrkobyggnad åter skulle tas med på delstatens kulturskyddsregister, och därmed förhindra eventuell rivning.